# Karel Pinxten
Barone Karel Alfons Hugo Arnold Maria Pinxten (Overpelt, 19 luglio 1952) è un politico belga,  membro dei Liberali e Democratici Fiamminghi Aperti e della Corte dei conti europea. Pinxten è stato il ministro della difesa e dell'agricoltura dal 1994 al 1999 e sindaco di Overpelt in Limburgo dal 1983 al 2006.

## Biografia
Pinxten ha studiato economia presso la Katholieke Universiteit Leuven, dove suo zio, Karel Pinxten, era professore di economia fino agli anni '50. Ha anche studiato all'Università di Cambridge (GB). Pinxten è membro del PPD, ma è stato influenzato da Johan Van Hecke, ex presidente CVP è entrato nel 2002 nei NCD (Nuovi Democratici-Cristiani) per finire nei VLD.
Nel 1983 Pinxten divenne il più giovane sindaco delle Fiandre come sindaco di Overpelt di trent'anni. Nelle elezioni comunali qualche mese prima aveva ottenuto il secondo maggior numero di voti. Era appena evidente che l'elettore aveva l'ambizione di stabilirsi nella politica nazionale. Nel 1989 diventa membro del Parlamento europeo e nel 1991 dalla Camera dei Rappresentanti. Nel periodo del gennaio 1992 - maggio 1995, a seguito dell'attuale doppio mandato, si è inoltre seduto nel Consiglio fiammingo. Il Consiglio fiammingo dal 21 ottobre, 1980, il successore del Consiglio Culturale della Comunità culturale olandese, che è stato stabilito il 7 dicembre 1971 ed è stato il precursore del corrente Parlamento fiammingo.
Nel 1994 diventa ministro della Difesa nel governo di Jean-Luc Dehaene. Un anno dopo, è stato assegnato all'importante dipartimento dell'agricoltura.
Pinxten nella primavera del 1999, sotto pressione di Dehaene è stato costretto a dimettersi da ministro dell'Agricoltura dopo lo scoppio della crisi della diossina e della fusione dei grassi. È stato accusato di essere tardivo e insufficientemente corrotto. In retrospettiva, il suo nome è stato chiarito dalla cosiddetta commissione della diossina. La crisi ha portato alla costituzione dell'Agenzia federale per l'alimentazione.
A metà degli anni '90 Pinxten era già noto a livello nazionale relativamente al fatto che la sua villa non era stata sollevata secondo le regole fiscali. Come con il compagno socio Leo Delcroix, i professionisti locali avrebbero lavorato in nero. Il funzionario che ha fatto perdere la questione alla stampa è stato privato della sua posizione. Più tardi, un'indagine approfondita sul fascicolo fiscale di Pinxten e sua moglie ha rivelato che ha rispettato rigorosamente tutte le norme fiscali nella costruzione della villa. Fu consapevole nell'evitare che sua moglie avesse un'attività indipendente come ragioniere, in quanto aveva già fatto i prepagamenti per l'IVA come contraente.
Dopo la crisi della diossina e la transizione verso i VLD, Pinxten non raggiunse mai più un'elevata popolarità di cui aveva già goduto. A livello provinciale, ha ricevuto la concorrenza da elettori come Steve Stevaert. È stato unanime nel CVP, quindi non apparteneva a un gruppo di partiti. Con il CVP per la prima volta in una decina di anni non è stato in un governo, Pinxten è arrivato a raggiungere una posizione isolata.
Insieme al passaggio a livello nazionale delle malattie croniche Pinxten lascia i VLD a Overpelt, per unirsi al CVP comunale in favore di un gruppo cristiano locale (OCD) stabilito per l'opportunità di unirsi alla frazione VLD locale. Infine, a Overpelt siede sui banchi dell'opposizione nel 2000-2006.
Il 30 settembre 2021, la Corte di giustizia dell'Unione europea ha ritenuto Pinxten in violazione degli obblighi derivanti dalla sua carica presso la Corte dei conti dell'UE e lo ha privato di due terzi dei suoi diritti alla pensione.

### Sindaco di Overpelt
Come sindaco di Overpelt Karel Pinxten si occupo della costruzione del Maria Hospital (2005) e di una nuova area alle spalle del centro storico della città. Ha anche potuto ottenere molti investimenti e migliaia di posti di lavoro nel parco industriale di Overpelt. Nella primavera del 2006, si è dimesso da tutte le sue funzioni politiche in quanto incompatibili come dimostrato dalla sua appartenenza alla Corte dei conti europea, dove il governo di Guy Verhofstadt lo ha nominato. Su raccomandazione del governo di Yves Leterme, è stato nominato per un nuovo mandato alla Corte dei conti europea nel 2011, dove terminerà il mandato nel 2018.
Il 16 luglio 2015, ha ottenuto il titolo ereditario nobiliare di Barone.